# Shanghaier Kugelfischabkommen
Das Shanghaier Kugelfischabkommen ist eine fiktive internationale Übereinkunft, die, als Scherz gedacht, auf Initiative der Partei „Die Grünen“ am 4. Juni 1984 in die Tolerierungsvereinbarung zur Bildung der ersten rot-grünen Landesregierung in Hessen aufgenommen wurde.

## Hergang
Im Juni 1984 einigten sich die SPD und die Grünen in Hessen auf die Wahl von Holger Börner zum Ministerpräsidenten. Im Dezember 1985 wurde daraus die erste rot-grüne Landesregierung. In einer nächtlichen Verhandlungsrunde wurde auf Wunsch der Grünen ein Passus aufgenommen, der auf das vermeintliche Shanghaier Kugelfischabkommen von 1974 verwies und – nach Angaben der Grünen aus dem Jahr 2004 – den Beitritt zu diesem Abkommen vorsah:

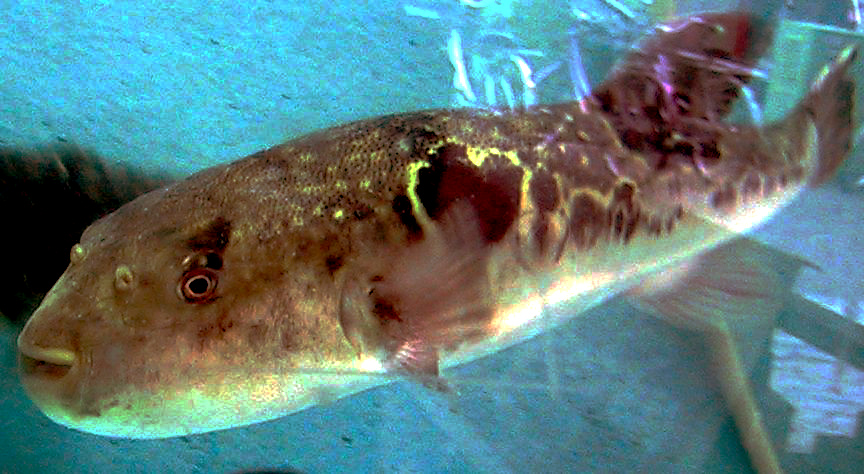
Kugelfisch in einem Restaurant-Aquarium in Nagoya, Japan

„Die Fälle der Koppelung von Arbeits- und Aufenthaltserlaubnis werden übereinstimmend als erledigt betrachtet (Shanghaier Kugelfischabkommen vom 3.11.1974).“

Tatsächlich hat der als Delikatesse geschätzte Kugelfisch hochgiftige Körperteile; in Japan benötigen Köche daher zur Zubereitung des dort Fugu genannten Kugelfisches eine besondere Lizenz, für die sie unter anderem zunächst zwei Jahre in einem Kugelfisch-Restaurant arbeiten müssen. Die Grünen hielten sich nicht mit Unterschieden zwischen Japan und Deutschland auf und behaupteten – wiederum nach Angaben aus dem Jahr 2004 – in den Koalitionsverhandlungen ganz allgemein, der Fisch dürfe zum Schutz der Verbraucher nur von besonders geschulten Köchen zubereitet werden. Diese Köche erhielten in Deutschland aber angeblich immer nur zeitlich stark befristete Aufenthaltsgenehmigungen, was in den betroffenen Restaurants allzu oft zu einer ohnehin nicht leichten Suche nach einem neuen Koch führe. Das Shanghaier Kugelfischabkommen sollte – so die Grünen 2004 – für Abhilfe sorgen, indem es für die Köche längere Aufenthaltsfristen vorsähe.
Tatsächlich dürfen Kugelfische in Deutschland allerdings überhaupt nicht zubereitet werden – sowohl die angeblichen Personalprobleme der Restaurants wie das Kugelfischabkommen selbst waren eine freie Erfindung der hessischen Grünen. Gleichwohl bemerkten zunächst weder die SPD-Vertreter noch die zur Prüfung berufenen Juristen oder die Massenmedien den Scherz, so dass er Eingang in die förmliche Koalitionsvereinbarung fand.
Nach Angaben der hessischen Grünen (2004) erhielt Joschka Fischer Jahre später, als der Streich längst aufgedeckt war, einen handgeschriebenen Brief seines einstigen Koalitionspartners Holger Börner, der inzwischen Vorsitzender der SPD-nahen Friedrich-Ebert-Stiftung geworden war und von einer Reise nach Shanghai schrieb: „Bin auf den Spuren des Kugelfisch-Abkommens. Viele Grüße“. Später, so berichten die Grünen weiter, soll Oskar Lafontaine kurz vor Abschluss der ersten rot-grünen Koalition auf Bundesebene (1998) erklärt haben, mit ihm werde es auf keinen Fall ein Kugelfisch-Abkommen geben.